# マツダ・ユーノス500
ユーノス500（EUNOS 500）は、マツダがかつて展開していた販売店ブランド「ユーノス」で販売されていた、Dセグメントに属する4ドアサルーンである。
ユーノスブランドとしては唯一の専売サルーンで、同ブランドが展開されていないヨーロッパ諸国においてはXedos 6（クセドス 6）として販売されていた。

## 概要
1991年（平成3年）10月に開催された第29回東京モーターショーに参考出品され、翌1992年（平成4年）2月に発売された。ユーノス300の後継であり、姉妹車のクロノス/MS-6/クレフ/テルスターよりボディサイズはやや小さく、小型自動車（5ナンバー）の規格に納まるものであったが、それらより高い価格帯となっていた。
ユーノスのブランド理念である「10年基準」のもと開発され、外板の塗装には当時マツダが特許を取得したばかりの、耐久性が高く、鏡面のような滑らかな仕上がりが得られる「高機能ハイレフコート塗装」が、ユーノスのフラッグシップモデルであるユーノス800に先駆けて採用された。
エクステリアは、当時同社に所属していた荒川健チーフデザイナー指揮のもとデザインされた。後の「4ドアクーペ」の先駆けとなる低いボディに、美しいプロポーションと豊かな曲面構成を誇るスタイリングは、自動車デザイン界最大の巨匠と称されるジョルジェット・ジウジアーロが「小型クラスでは世界で最も美しいサルーン」と評したと言われるほど、極めて完成度の高いものだった。
販売が開始された当初は、K8-ZE型1.8 LとKF-ZE型2.0 LのV型6気筒エンジンのみが搭載されていたが、1994年（平成6年）に実施されたマイナーチェンジにより新たにFP-DE型1.8 L直列4気筒エンジンを搭載したグレードが追加された。また、トランスミッションには5速MTと4速ATが設定され、MT車にはビスカス式LSDやABSが標準装備されたほか、トップグレードであった20Gには本革シートや電動ガラスサンルーフに加え、当時まだ普及の緒についたばかりのキーレスエントリーシステムが標準装備されていた。
マツダの経営悪化に伴い、1995年12月に生産終了後、1996年（平成8年）6月までに在庫対応分が全て販売終了となった。なお、ヨーロッパ諸国やオーストラリアにおいては引き続き1999年（平成11年）まで販売されている。
オーストラリア仕様は1996年（平成8年）11月までがユーノスブランドで、それ以降はマツダ・ユーノス500として販売されたため、フロントグリルやトランクリッドのエンブレムがユーノスの物からマツダの物に変更されており、トランクリッド右下にMAZDAのバッジも装着されていた。
| グレード名称              | 販売年度            | 車両型式 | 排気量  | 新車価格  |
| ------------------------- | ------------------- | -------- | ------- | --------- |
| 18D (5MT)                 | 1992年2月-1994年2月 | E-CA8PE  | 1,844cc | 170.7万円 |
| 18D (4AT)                 | 1992年2月-1994年2月 | E-CA8PE  | 1,844cc | 180.0万円 |
| 20F (5MT)                 | 1992年2月-1994年2月 | E-CAEPE  | 1,995cc | 220.0万円 |
| 20F (4AT)                 | 1992年2月-1994年2月 | E-CAEPE  | 1,995cc | 224.7万円 |
| 20F-X (4AT)               | 1992年2月-1994年2月 | E-CAEPE  | 1,995cc | 235.0万円 |
| 20F-SV (5MT)              | 1992年2月-1994年2月 | E-CAEPE  | 1,995cc | 245.5万円 |
| 20F-SV (4AT)              | 1992年2月-1994年2月 | E-CAEPE  | 1,995cc | 248.2万円 |
| 20G (4AT)                 | 1992年2月-1994年2月 | E-CAEPE  | 1,995cc | 276.5万円 |
| 18J (5MT)                 | 1994年3月-1996年6月 | E-CAPP   | 1,839cc | 167.0万円 |
| 18J (4AT)                 | 1994年3月-1996年6月 | E-CAPP   | 1,839cc | 176.3万円 |
| 18K (5MT)                 | 1994年3月-1996年6月 | E-CAPP   | 1,839cc | 186.2万円 |
| 18K (4AT)                 | 1994年3月-1996年6月 | E-CAPP   | 1,839cc | 186.5万円 |
| 18E (4AT)                 | 1994年3月-1996年6月 | E-CA8P   | 1,844cc | 195.0万円 |
| 20E (5MT)                 | 1994年3月-1996年6月 | E-CAEP   | 1,995cc | 205.0万円 |
| 20E (4AT)                 | 1994年3月-1996年6月 | E-CAEP   | 1,995cc | 207.7万円 |
| 20F (5MT)                 | 1994年3月-1996年6月 | E-CAEP   | 1,995cc | 225.0万円 |
| 20F (4AT)                 | 1994年3月-1996年6月 | E-CAEP   | 1,995cc | 227.7万円 |
| 20Fレザーパッケージ (4AT) | 1994年3月-1996年6月 | E-CAEP   | 1,995cc | 239.0万円 |
| 20GT-i (5MT)              | 1994年3月-1996年6月 | E-CAEP   | 1,995cc | 243.0万円 |
| 20GT-i (4AT)              | 1994年3月-1996年6月 | E-CAEP   | 1,995cc | 245.7万円 |